# Енчо Димитров
Енчо Димитров (9 октомври 1828 – 25 септември 1897) е борец за българската църковна независимост, просветител и учител. Придобива свещенически сан през 1852 г. Ръкоположен за свещеноиконом през 1869 г. От 1872 до 1879 г. е архиерейски наместник в Тулчански окръг.

## Биография
Роден е в село Ковчаз Лозенградско на 9 октомври 1829 г. През същата година семейството му се преселва в Бесарабия в село Кубей, а по късно в Болград. Като не могли да понесат начина на живот в Бесарабия след време се преместили да живеят в Тулча.
Енчо започва работа като учител в близкото село Потур. Понатрупал опит и по съвет на родителите си решил да се запопи. Преди обаче да стори това е трябвало да се задоми. Така и сторил, сключил брак с една българска бежанка, на име Анна от Болград, нейните родители Димитър и Калинка също били преселници от Тракия. 
Двамата имали деца: Моса (майката на мичман Георги Купов), Петър Енчев, Димитър Енчев, ген. Перикли Енчев, ген. Гаврил Енчев и Теодора (съпруга на ген. Стефан Паприков).
През 1863 г. поп Енчо е един от петнадесетте абоната в Тулча които получават вестник „Дунавски лебед“, издаван от Г. С. Раковски. Заедно с Тодор Икономов се противопоставят на опитите за асимилация на българското училище от турската власт. Иконом поп Енчо Димитров е делегат на църковния събор, свикан на 18 юни 1872 г. в Русе за избор на владика.
След приключване на Руско-турската война през 1878 г. Тулча попада в пределите на Румънското кралство. За иконом поп Енчо проблемите се удвояват. От една страна, временните руски власти в лицето на губернатора Белоцерковец го притесняват и помагат на гръцкия владика Дионисий, от друга страна върху него оказва натиск румънската църковна и държавна администрация. Всичко това довежда до решение за преместване на семейството във Варна през 1879 г.
Във Варна поп Енчо Димитров е приет и подпомогнат от митрополит Симеон. До прехвърлянето на седалището на митрополията от Шумен във Варна, поп Енчо е архиерейски наместник, а след 1882 г. и протосингел. Също така става първият председател на Варненското училищно настоятелство. Преподавател по Закон Божи в Мъжката гимназия.
Свещеноиконом Енчо Димитров умира на 25 септември 1897 г. във Варна. Погребан в източната част на двора на Съборната църква „Успение Богородично“. Издигнат му е голям мраморен паметник с надпис:
| „ | Иконом Енчо Димитров в Бозе почивший Йерейскьi Наместник, Тулча Варна. Роден 9 октомври 1829 Починал 25 септември 1897. Вечна му памет. | “ |

През 1952 г. костите му били преместени в „новите“, сега „стари“ гробища.